# ذي مكرش (الحد)

تعديل مصدري - تعديل

ذي مكرش هي إحدى قرى عزلة الحد بمديرية الحد التابعة لمحافظة لحج، بلغ تعداد سكانها 233 نسمة حسب تعداد اليمن لعام 2004.